# Guadalupe Worbis
Teresa Guadalupe "Lupita" Worbis Aguilar (11 de dezembro de 1983) é uma futebolista mexicana que atua como meia.

## Carreira
Guadalupe Worbis representou a Seleção Mexicana de Futebol Feminino, nas Olimpíadas de 2004. 